# Riels Laag
Het Riels Laag is de naam van een natuurgebied nabij de voormalige grens tussen Goirle en Riel. Het gebied omvat het beekdal van de Lei. Dit dal vormt de grens tussen de natuurgebieden Regte Heide, Halve Maan en Ooijevaarsnest in het oosten, en Brakelse Heide, Riels Hoefke en De Hoevens in het westen. Het gebied is eigendom van de Stichting Brabants Landschap en is een vijftal kilometer lang.
Vanaf 1992 werd dit dal weer in een natuurlijker staat teruggebracht. Het water in het zuidelijk deel werd opgestuwd waarop zich tal van vogelsoorten vestigden zoals zomertaling en slobeend. Ook werden blauwe kiekendief, grote en kleine zilverreiger waargenomen. Door sloten te dichten werd het water dat in de heide inzijgt langer vastgehouden, zodat het uittreedt als licht kalkrijk water. Nadeel van de vernatting was, dat het voedselrijke water van de Lei de eutrofiëring verergerde, omdat een zuiveringsinstallatie haar effluent op het riviertje loost.
Het noordelijk deel werd vanaf 2000, nadat de laatste aankopen in het gebied waren gedaan, verbeterd. Hier werd het zand afgegraven dat de boeren hadden opgebracht om hun hooilanden begaanbaar te houden. Ook werden de sloten gedicht die de boeren hadden gegraven om de kwel af te voeren. Door dit alles kwamen klein blaasjeskruid, loos blaasjeskruid, holpijp en bonte paardenstaart weer terug. Het gebied wordt niet te zeer overstroomd door het voedselrijke beekwater omdat het dal hier erg diep ligt. Boven in het dal liggen extensief beheerde graanakkers.